# アイルランドの歴史

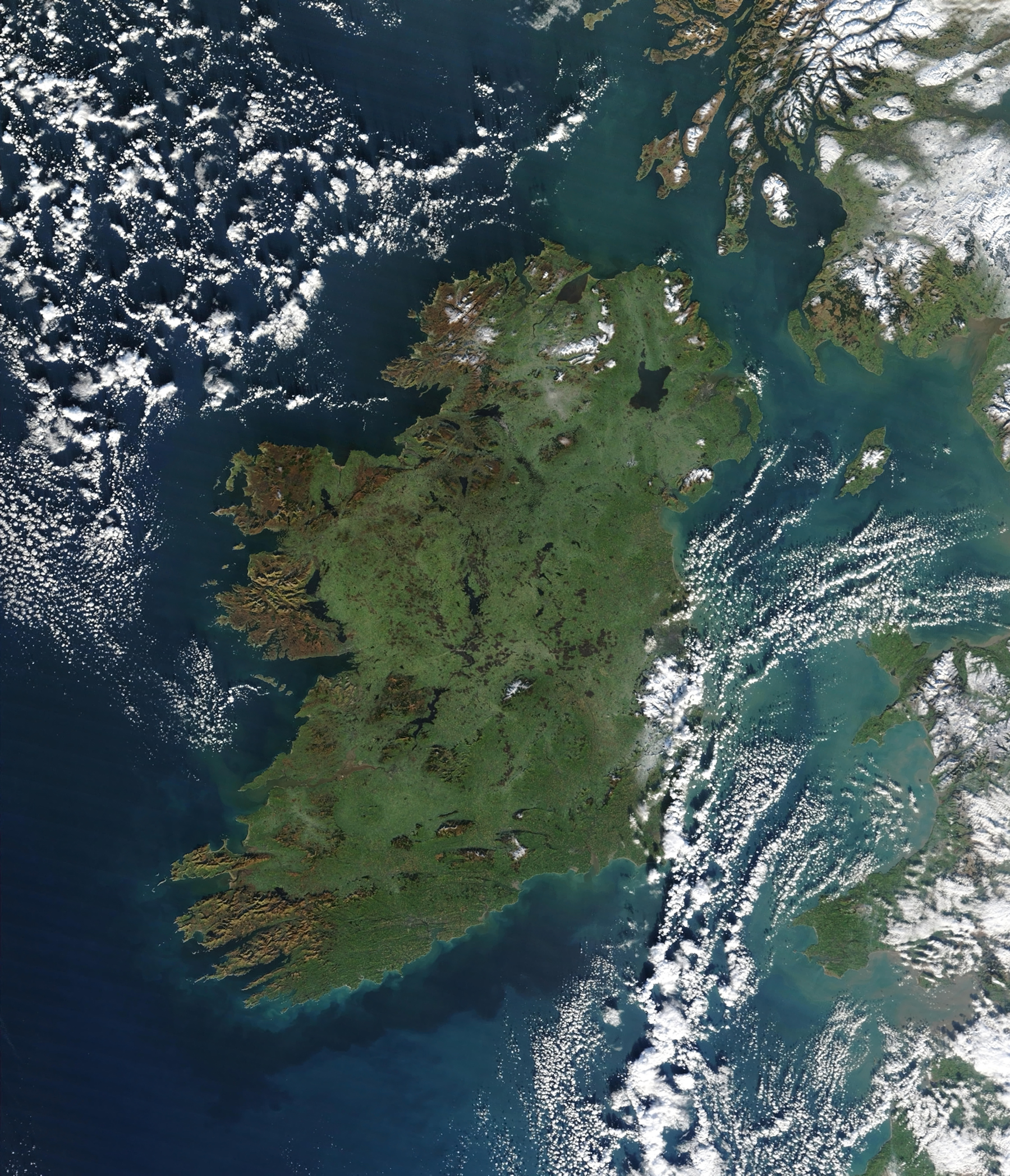
アイルランド島の衛星写真

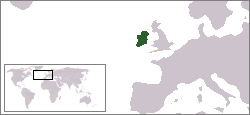
アイルランド島はヨーロッパの北西、ブリテン島の西に位置する

アイルランドの歴史（アイルランドのれきし）では、ヨーロッパ北西部に位置するアイルランド島における歴史を記述する。アイルランド史は隣り合うブリテン島におけるイギリスの歴史から多大な影響を受けてきた。近年の歴史学研究においては、イングランド、スコットランド、ウェールズの歴史と併せて、ブリテンの歴史というカテゴリも用いられている。

## 概説
アイルランド島に初めて人類が居住したのは、紀元前7500年頃の旧石器時代であるとされる。紀元後600年頃にキリスト教布教が行われ、それまで信仰されていた多神教は駆逐された。 アイルランド語（ゲール語）は古代より島に居住した人々が用いてきた固有の言語であるが、ヴァイキングやノルマン人による影響も存在する。
イングランドによるアイルランドの植民地化は1169年のノルマン人侵攻に始まった。イングランド王がアイルランド島の完全な支配権を手に入れるには1534年から1691年に至るまで多くの遠征を必要とした。1782年から1800年にかけて、アイルランドは限定的な自治権を獲得したが、少数派の国教徒に対して大多数を占めるカトリックは刑罰法（Penal Laws、アイルランド語: Na Péindlíthe）によって厳しい差別を受けていた。
1798年の反乱鎮圧の後、イングランドはアイルランドの完全な植民地化を完成させる道を急ぐことになる。1801年にはアイルランド議会が廃止され、アイルランドは連合法のもとグレートブリテンおよびアイルランド連合王国の構成国となり、完全に英国に併合された。併合により幾分かのカトリック教徒の地位向上政策などが行われたが、経済・貿易の中心がロンドンへと移行したためアイルランド経済は更に停滞した。1840年代にはジャガイモ飢饉が発生、飢餓や移民などにより1840年のピーク時には800万人を数えた人口は1911年に440万人にまで減少した。
第一次世界大戦後の1922年アイルランド独立戦争が発生した。英愛条約による講和によって南部・西部アイルランドの26地方がイギリス・アイルランド連合王国から分離し、新たにアイルランド自由国を建国した。1937年には名称をアイルランド（エール）と変え今に至るが、一般的にはアイルランド共和国と呼称されている。アイルランド島の残余部、プロテスタントが人口の過半数を占めていた北アイルランド6県は1922年の独立以後もイギリス統治下にとどまった。
アイルランド経済は独立以後の何十年もの間、経済不況と移民による人口減少に苦しみ続けたが、1990年代に入りアメリカのIT企業などからの積極的な投資を受け、ケルトの虎と称される経済の活況を呈するようになった。一方北アイルランドでは、カトリック教徒が多数を占めるアイルランド民族主義者（ナショナリスト）とイギリスとの連合主義者であるプロテスタント（ユニオニスト）との対立がたびたび激化し、1960年代からはトラブルと称される北アイルランド問題が30年にわたり続いたが、現在は平和的解決へ向けて話し合いが進んでいる。

## 先史時代・古代の歴史（紀元前8000年 - 400年）
主要記事：Early history of Ireland
キリスト教布教以前のアイルランド人に関する記述は僅かしか残されていない。古代ローマの記述家によるアイルランドの詩、神話などが残されている。
アイルランドに始めて人類が居住したのは紀元前8000年頃、石器時代から中石器時代にかけ氷河が後退し気候が温暖になった以降である。その頃の人々はヨーロッパ先住系のハプログループI (Y染色体)に属す人々と考えられる。
それから3000～4000年後には大陸から農業が導入され、ニューグレンジなどの巨石記念物に代表される新石器文化が繁栄した。この農耕と巨石文明をもたらしたのはハプログループG2a (Y染色体)に属す人々と考えられる。現在痕跡が残る程度のこれらの文化は当時非常に栄えアイルランド島の人口も増加した。
紀元前2500年に始まる青銅器時代には金、青銅製の装飾品が多くつくられ、現在もその遺物を見る事ができる。この頃にはケルト系ハプログループR1b (Y染色体)が到達したと考えられる。
アイルランドにおける鉄器時代は紀元前600年に始まった。431年以降にはTuisceart、Airgialla 、Ulaid、Mide、Laigin、Mumhain、Cóiced Ol nEchmachtなどの王国が騒乱を繰り返した。これらの王国は僧侶（ドルイド）たちにより支配されていた。ドルイドは教育者、科学者、詩人、占い師、法と歴史の担い手として働いていた。
イギリス、アイルランドの歴史家たちは、これらの古代アイルランド人の用いた言語はケルト語の一分派であるゲール語であり、古代のケルト族の侵攻によりアイルランドに定着したと考えてきた。しかし20世紀に入りアイルランド固有の言語、文化は周囲から独立して発展してきたとする学説が台頭してきた。これはケルトの侵攻を証明するような考古遺跡がいまだ発見されていないことを根拠としている。近年行われた遺伝学的調査からは、ケルト文化は後期青銅器時代に次第に吸収されたという仮説が支持されている。
ローマ人はアイルランドをヒベルニアと呼称していた。また、プトレマイオスはアイルランドの地理、種族を記している。アイルランドはローマ帝国に属することこそなかったものの、ローマから多大な文化的影響を受けていた。タキトゥスはアイルランドの族長たちがブリテン島のアグリコラと同盟し、アイルランドの支配権を取り戻したと記している。一方ユウェナリスによるとローマの支配はその国境を越え広がっていたとされる。ローマ帝国が軍を進めていたならば、アイルランドにおける抵抗はたちどころに粉砕されたと思われる。ローマとヒベルニアとの関係については現在も不明な部分が多い。

## 初期中世時代（800年 - 1167年）
主要記事：Early Medieval Ireland 800-1166
アイルランドの初期中世はヴァイキングの一派であるノルマン人の侵入から始まる。9～10世紀はバイキングの来寇と後続のノース人が海岸に定住を開始した。中でも巨大な街となったのは、ダブリン、ウェックスフォード、コーク、リムリックといった街であった。当時のアイルランドは半独立状態のツアサ（英語版）が複数存在し、アイルランド全土統一を目指して各ツアサによる内乱が続いていた。9世紀から11世紀は北部を支配するアイルランド上王と南部を支配するウィ・ネイル朝（英語版）が分立していた。ブライアン・ボルはウィ・ニールをアイルランド上王から引きずり下ろすと、マンスター王位継承とレンスター征服により、始めて全島統一を達成した。

## 中世後期（1167年 - 1360年）
主要記事：Norman Ireland

### ノルマン人の侵入

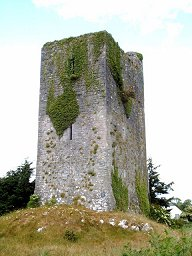
クィン付近の塔

12世紀までに、アイルランド島は大小様々な王国によって分割統治されるようになっていた。それらの内の一つレンスター王Diarmait Mac Murchada（英語名Diarmuid MacMorrough）は新たな上王Ruaidri mac Tairrdelbach Ua Conchobair指揮下の連合軍によって自身の王国から追放されていた。彼は王国を取り戻すためにヘンリー2世の許可を得てノルマン人の協力を仰ぐことにした。1167年に1人目のノルマン人騎士Richard fitz Godbert de Rocheがアイルランドに上陸し、その後1169年にはウェールズおよびフランドルからのノルマン人主力部隊がウェックスフォードに到着した。彼らの働きによりレンスター王国は復興し、ダブリンとウォーターフォードがレンスター王の支配下に入った。王はノルマン人貴族のリチャード・ド・クレア（ストロングボウ）を養子に据えて自身の後継者としたが、これにはイングランドのヘンリー2世が反発した。アイルランドにイングランドと相対するノルマン人王朝ができることに不安を持ったヘンリーはアイルランド侵攻を決意した。ヘンリーは軍を率いて1171年にウォーターフォードに上陸し、アイルランド島へ上陸した初のイングランド王となった。ヘンリーはウォーターフォードとダブリンを王領都市として宣言し、自身の息子ジョンにアイルランドの支配権Dominus Hiberniae（Lord of Ireland, アイルランド卿）を与えた。ジョンが兄リチャード1世の後を継いでイングランド王位を継承すると、アイルランドもイングランド王国の支配下に入った。

### アイルランド卿領

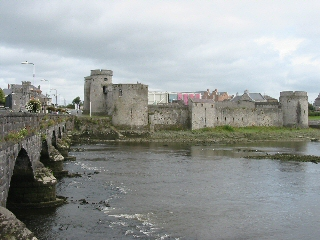
シャノン川沿いのジョン王の居城(12世紀建築)

ノルマン人はアイルランド島の東岸地域ウォーターフォードから東アルスターまでを支配下においていた。これらの地域のアングロ・ノルマンの伯爵たちはダブリンやロンドンからは独立していた。アイルランド卿（Lord of Ireland）としてアイルランドを訪問したジョン王はこれらの伯爵家の軍事および統治上での独立を承認した。その他のノルマン人貴族はジョンのもとに忠誠を誓っていた。

### ゲール化とイングランドの後退
1315年にスコットランドのエドワード・ブルース（スコットランド王ロバート1世の弟）がゲール人の反イングランド貴族を味方につけてアイルランド王に推戴され、アイルランドに侵攻した。エドワードが敗退するまでにダブリンを中心として多くの都市が破壊された。しかしこの戦乱を利用して、アイルランド人貴族たちはイングランドの占領によって奪われた土地の多くを取り戻した。

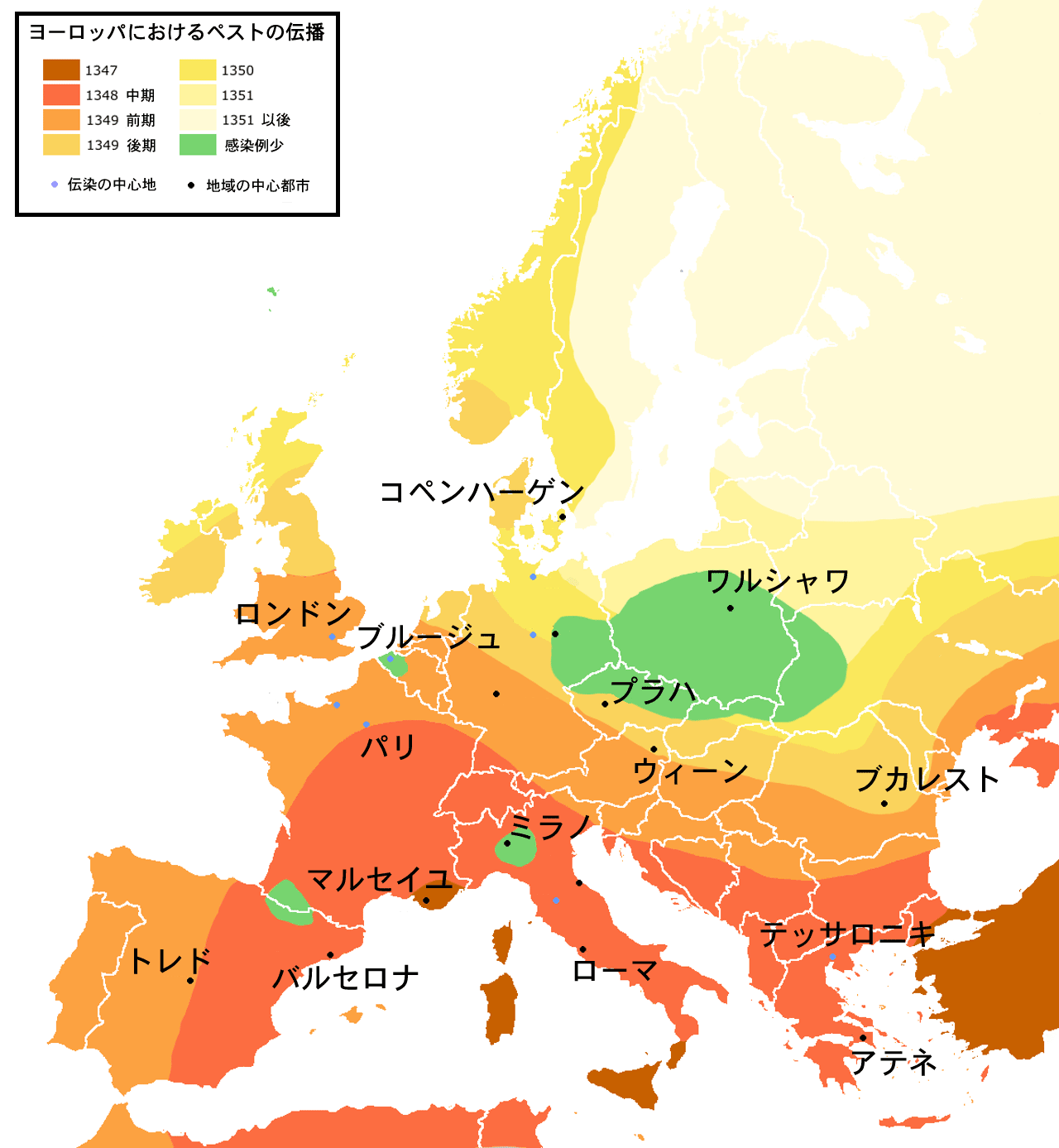
黒死病
1348年にアイルランドに上陸し、都市に住む植民者達の人口を激減させた

1348年にはペスト（黒死病）がアイルランドへと伝染した。主に田舎に住んでいたアイルランド人に対して、イングランド人やノルマン人の多くは都市部に居住していたため、ペストにより大きな犠牲を出した。キルケニーの修道院に伝わる記録では、黒死病は“人類の絶滅と世界の終わりの始まり”であると書かれている。ペストが去った後にアイルランド語とアイルランド土着の文化が一時的に勢力を取り戻した。この時期の英語圏はダブリン周辺のペイル地域のみに縮小している。
ペイル以外のアイルランドでヒベルノ・ノルマン人貴族はアイルランド語とその風俗を取り入れていた。彼らはOld Englishと呼ばれ、「本来のアイルランド人よりもさらにアイルランド的である」と言われた。以後の数世紀にわたり、彼らはイングランドとアイルランドとの対立の前面に立ち、カトリックの信仰を守り続けることになる。イングランドはアイルランドのゲール化を憂慮し、キルケニーで開催した議会においてイングランド人がゲールの服を着、アイルランド語を話すことを禁止したが、ダブリンにおける行政府の権威が小さかったためこの命令はほとんど効果をあげなかった。15世紀の後半にはイングランドで薔薇戦争が勃発し、アイルランドにおけるイングランドの影響力はほぼ消失した。アイルランドにおける権威はキルデア伯フィッツジェラルド家が一手に握っていた。

## 宗教改革とプロテスタント支配の強化（1536年 - 1801年）
主要記事：Early Modern Ireland 1536-1691
1536年、イングランド国王ヘンリー8世により教皇権が否定されると、その影響はアイルランドにも大きな変化を与えることになった。ヘンリーの息子のエドワード6世の時代に改革はさらに進み、イングランドの教会はカトリック教会からの完全な独立を果たした。イングランドとウェールズ、後にはスコットランドがプロテスタンティズムを受け入れたのに対して、アイルランドではカトリックの教義を頑なに守り続けた。プロテスタントとカトリックの対立は、その後のイングランドによるアイルランド再占領と植民地化による対立を激化させることになった。

### 再占領と叛乱
当時アイルランドを統治していたキルデア伯フィッツジェラルド家はイングランドと協力関係にあったが、15世紀にはブルゴーニュ人部隊をダブリンに呼び寄せ、僭称者ランバート・シムネルをヨーク家の末裔としてイングランド王に即位させていた。1536年にトーマス・フィッツジェラルドが叛乱を起こすと、叛乱を鎮圧したヘンリー8世はアイルランドを完全にイングランドの統治下に収めることを決意した。ヘンリーは、それまでイングランド王のアイルランド君主としての称号であったアイルランド卿に代えて、アイルランドの有力諸侯が認めないにもかかわらずアイルランド王を称した。イングランドによる支配権拡大にはその後、100年余りの時間が費やされた。
このイングランドによる再占領は、エリザベス1世とジェームズ1世の時代に一応完了した。幾度かに及ぶアイルランドの叛乱を鎮圧すると、ダブリンに置かれたイングランドの行政府の全島に及ぶ支配権は確実なものになった。16世紀中期から17世紀にかけてはイングランドの植民地化が進行した。スコットランドとイングランドからの入植者がマンスター、アルスター地方へと移住し、カトリック刑罰法によりアイルランドの特権階級を形成した。

### 内戦とカトリック刑罰法

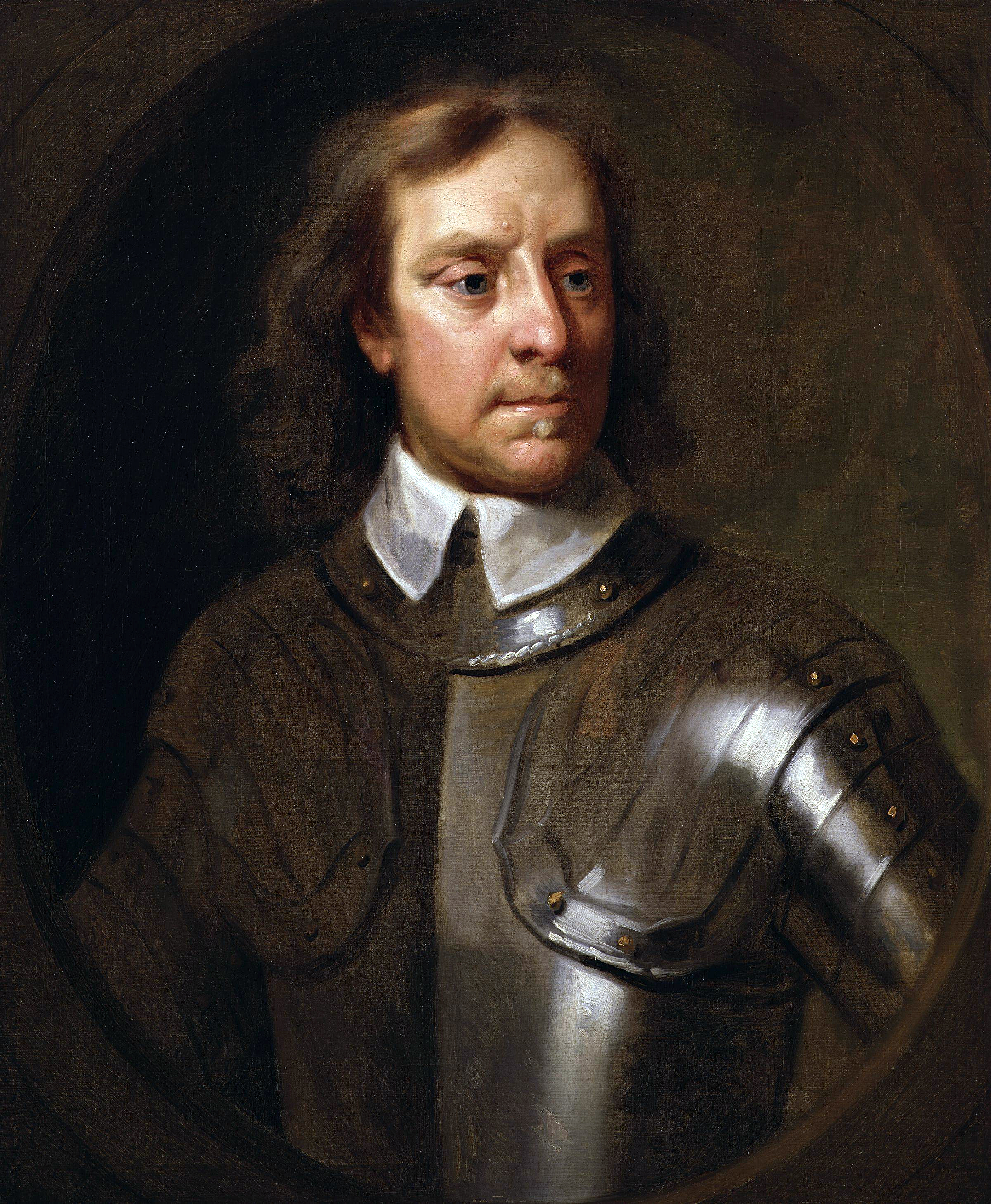
オリバー・クロムウェル
1649年から1651年にかけての遠征によりアイルランドの植民地化が進んだ

17世紀はアイルランド史の中で最も血塗られた時代である。アイルランド同盟戦争（1641年 - 1653年）、クロムウェルのアイルランド侵略（1649年 - 1653年）、ウィリアマイト戦争（1689年 - 1691年）により人口は激減、カトリックに対する刑罰法（Penal Laws）によってカトリックの地主階級が凋落し、差別が固定化する事になった。
17世紀中期のアイルランドでは、キルケニー同盟が蜂起したアイルランド反乱（1641年）に端を発するアイルランド同盟戦争（1641年 - 1653年）が発生していた。この戦争によりカトリック教徒はアイルランドの支配権を取り戻したが、1649年のオリバー・クロムウェルが率いた植民地主義的な侵略、いわゆるアイルランド遠征によってそれも終わりを告げた。このイングランドによる侵略が引き金となり、アイルランドの人口の3分の1が死亡するか亡命したとされる。1641年の反乱への懲罰として、ほぼ全てのカトリック地主の土地が没収され、イングランド人入植者へと与えられた。アイルランド人の地主たちはコノート地方へと移住させられた。

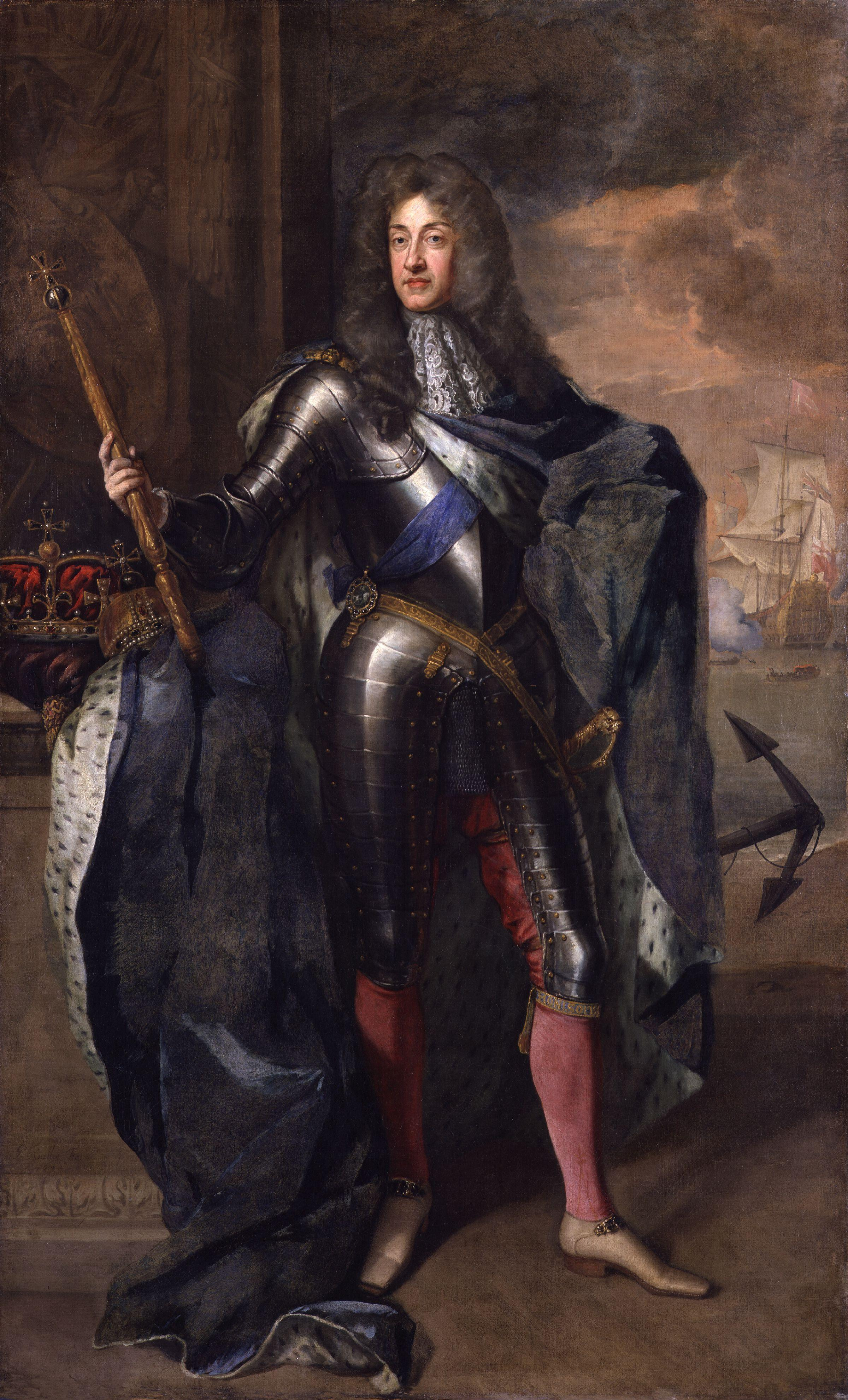
ジェームズ2世
ジャコバイトとして知られるアイルランドのカトリックたちはジェームズに味方し1689年から91年まで戦った

1689年、アイルランドは名誉革命の舞台となった。カトリック教徒であるジェームズ2世がイングランド議会により廃位され、オランダ総督・オラニエ公ウィレム3世がウィリアム3世として即位すると、アイルランドのカトリックはジェームズを支援してイングランド王位に復位させようと試みた。このウィリアマイト戦争でアイルランドはカトリックとプロテスタントに二分して相争ったが、1690年にボインの戦いでジェームズ軍が敗れると、アイルランドでもプロテスタント支配が強化され、カトリック刑罰法も以前に増して厳しく施行されるようになった。

### 国外植民地としてのアイルランド
主要記事：Ireland 1691-1801
アイルランド人のイングランドへの不満は植民地支配により経済情勢が悪化するにつれ激しさを増していった。適当な地主の不在により農業生産は輸出品中心となり、国内消費に必要な農産物は不足した。1740年代には2年にわたる寒波がアイルランドを襲い、アイルランド大飢饉と呼ばれる飢饉により40万人もの農民が死亡した。イングランドの貿易法によってアイルランドの輸出物が関税をかけられるのに対して、イングランドの製品は無関税でアイルランドに流入した。アイルランド人のカトリック信仰は続いていたが、17世紀には大きな反乱などが生じることはなかった。
18世紀になると、プロテスタントの特権階級の間でアイルランド人としての意識が芽生え始めた。さらに1775年に勃発したアメリカ独立戦争の対処に追われたイギリスは、アイルランドに対して強硬策が取れなくなった。こうした中、ヘンリー・グラタンにより率いられた党派は、イギリスとの貿易不均衡の改善やアイルランド議会の尊重を訴え、事実上立法権を回復させるなど、アイルランド議会の地位を向上させた。こうしたことから、この時期の議会はグラタン議会とも称される。
しかし、アイルランド人の結束が一枚岩であったわけではない。当時のアイルランド議会はプロテスタント系地主が中心であり、多くの人々はカトリック教徒の政治参加など一層の議会改革を求めていた。1789年にフランス革命が勃発すると、アイルランドにおいても革命政権との連携を通じて急進的改革を図ろうとする動きがあり、革命の波及を恐れた英首相ウィリアム・ピットまでが、カトリック教徒の政治参加に理解を示す妥協的姿勢を見せた。こうして、アイルランド議会のプロテスタント勢力は孤立し、イギリスへの完全併合をむしろ必要とするようになった。一方1791年にはウルフ・トーンによって、信教の自由とイギリス支配からの独立を掲げるユナイテッド・アイリッシュメンが設立された。この活動は1798年の反乱により頂点を迎えたが、タラの丘での戦闘などでイギリス軍により鎮圧された。
アイルランドで高まったフランス革命への共感は、フランスと対立するイギリス政府の大きな懸念材料となり、その解決策としてアイルランド併合が指向された。カトリック教徒解放という公約を示した上で、1800年にグレートブリテン議会とアイルランド議会で連合法が可決され、翌1801年にグレートブリテンおよびアイルランド連合王国が成立し、アイルランドは国外植民地としての自主性も失い、完全にイギリスに併合された。しかし、国王ジョージ3世の強硬な反対などもあり、カトリック教徒解放の公約は留保され続けた。

## イギリス併合時代（1801年 - 1922年）
主要記事：イギリス併合時代のアイルランド

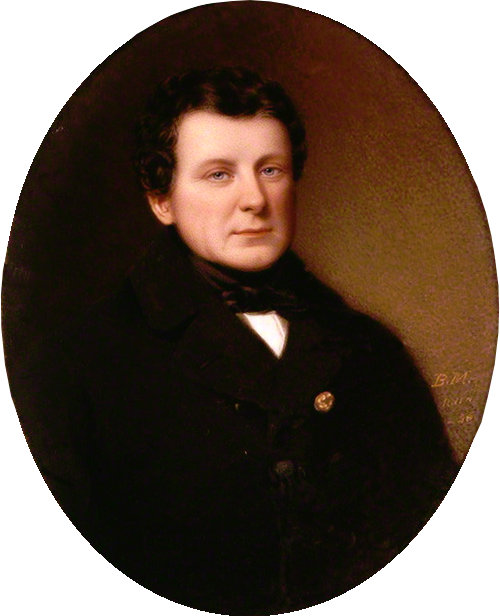
ダニエル・オコンネル

1801年、前年に可決された連合法を受けて、アイルランド王国はグレートブリテン王国（1707年にイングランド王国とスコットランド王国が連合して成立）へ併合され、グレートブリテンおよびアイルランド連合王国が発足した。連合法可決前にアイルランドへの譲歩として約束されていたカトリック教徒やプレスビテリアンへの政治的差別解消は、当時のイギリス国王ジョージ3世の反対などもあり実現が遅れた。結局、アイルランドの地位向上はナポレオン戦争の終結後となった。「カトリック教徒協会」を率いたダニエル・オコンネルらの尽力によって1828年に審査法が廃止され、1829年にカトリック教徒解放法が定められた。イギリスに完全に併合されたとはいっても、実際はそれ以前からイギリス国王がアイルランド国王を兼ねていたため、植民地であることには変わりなかったが、形式上連合王国の一員となったことで更なるイギリスへの同化圧力が加えられることになった。
1845年から1849年にかけてはアイルランドをジャガイモ飢饉が襲い、アイルランドからのアメリカ合衆国などへの移民を促進させる原因となった。飢饉以前に800万人を数えた人口は、1911年には410万人にまで減少している。

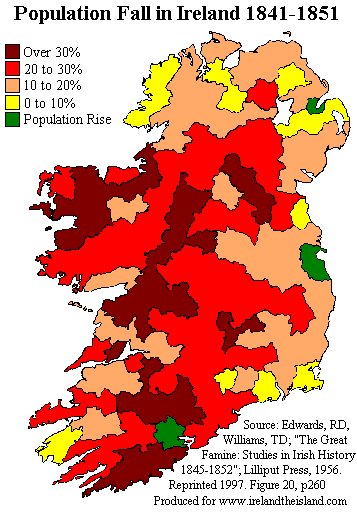
アイルランドの人口減少
1841年 - 1851年

アイルランド語の使用は19世紀に急激に減少した。これは飢饉の影響に加え、イギリスによる国民学校（national school）の設立、当時のアイルランド人政治家による排斥などが影響している。代わって用いられるようになった英語は、イングランド本土の英語と文法的に相違があり、一種の方言と見なされている。これは、古英語に由来する文法の柔軟性が特徴的なアイルランド英語（ハイバーノ・イングリッシュ）として、20世紀前半のイギリス文学界にも一定の影響を与えた。J・M・シング、ジョージ・バーナード・ショー、ショーン・オケイシー、オスカー・ワイルドなどはその代表である。
1870年頃にはアイルランド自治が再び取り上げられるようになった。政治活動を指揮したのはプロテスタントの大地主であったチャールズ・スチュワート・パーネルと彼が作り上げた自治同盟である。イギリスの首相ウィリアム・グラッドストンはパーネルと協力して1886年と1893年の2度にわたり自治法導入を図ったが、いずれも上院での反対により失敗に終わった。アイルランドにおけるパーネルの絶大な影響力は、彼が友人の妻と内縁の関係にあったことが発覚したことにより終わりを告げた。現在では「王冠なきアイルランド国王」と呼ばれるなど、アイルランドで最も尊敬を集める政治家の一人となっている。
これらの自治権付与への流れの中で、アイルランド民族主義者（ナショナリスト）とイギリスへの帰属を求めるユニオニストの対立が激化していった。アイルランド島全体では圧倒的に優勢を占めていたナショナリスト・カトリック教徒が要求する自治に対し、北東部のアルスター6県で多数を占めていたユニオニスト・国教徒は自らの経済的、政治的特権が奪われることを恐れていた。
ナショナリスト中の過激派はイギリスから実力で独立を勝ち取ろうと目論んでいた。1803年にはロバート・エメットが率いる共和主義者が、1848年にはトーマス・フランシス・マハーなどのアイルランド青年団が反乱を起こした。1858年3月にアイルランドに対するイギリスの支配を武力で転覆させ、アイルランドを独立させようとする秘密結社フィニアン団(アイルランド共和主義同盟、IRB）が発足した。1867年のフィニアン蜂起はすぐに鎮圧されたが、クラーケンウェル刑務所爆破事件を起こして12人が死亡し、団員が護送車から奪還され、巡査部長が殺害された。数日後容疑者5人は捕まり、殺人罪で有罪となった。フリードリヒ・エンゲルスの妻リディア・バーンズはアイルランド人で、フィニアン団に関わっており、逃亡を手助けした。これらの事件はみな鎮圧されたが、暴力的政治活動という伝統は以後のアイルランド史にも引き継がれることになり、IRBは後のアイルランド共和軍 (IRA)の前身となる。
19世紀後半にはアイルランドの土地改革が図られた。マイケル・デイヴィットの率いる土地連盟は1870年頃から地主の所有地を分割し、小作農に分け与える政策を押し進めた。農村の状況が改善していったにもかかわらず、アイルランドの首都ダブリンでは当時のイギリス帝国最悪とも言われた貧富の差が発生していた。モントと呼ばれる治安の悪い歓楽街は、ジェイムズ・ジョイスを始めとする多くの小説の舞台となっている。

### イースター蜂起と独立戦争

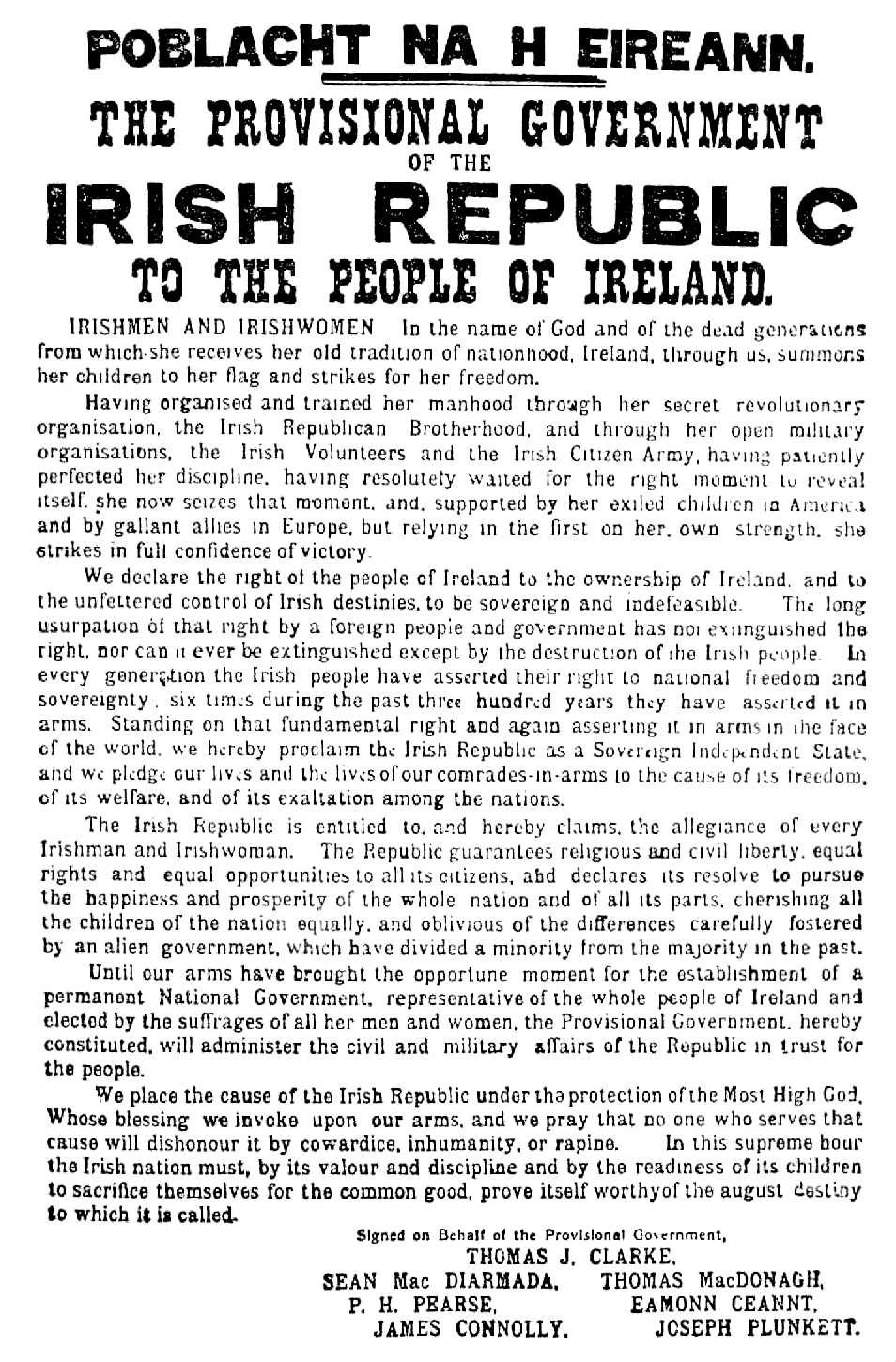
アイルランド共和国暫定政府の設立宣言書
イースター蜂起に際して発表された

1914年9月、第一次世界大戦の勃発に際してイギリス議会はアイルランド自治法を成立させたが、当初この大戦は短期戦に終わると予想されたため、施行は一時停止された。大戦が終結するまでにイギリス政府は2度にわたり法律の履行を試みたが、アイルランドではナショナリストとユニオニストの両者ともにアルスター地方の分離に反対した。
1916年にはドイツの支援を受けたアイルランド義勇軍によりイースター蜂起が企てられた。不十分な計画のまま開始されたダブリン市内での蜂起は英軍により直ちに鎮圧されたが、英軍の軍法会議により首謀者が即刻処刑されたため、蜂起を企てたナショナリストへ同情が集まった。徴兵の導入が検討されるようになると、ナショナリストへの支持がさらに増した。戦後の1918年12月に行われたアイルランド総選挙では、イースター蜂起に関与したとされたシン・フェインが議席の4分の3を獲得した。翌1919年1月21日に開催されたアイルランド共和国議会（ドイル・エアラン）では自らの権限がアイルランド島全域に及ぶと宣言した。

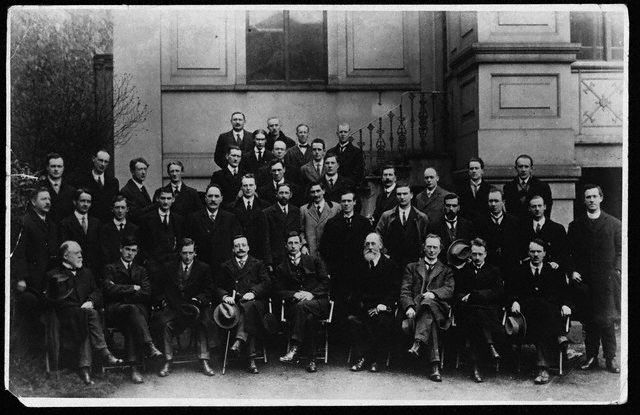
ドイル・エアランの議員（1919年）

国際法上はイギリス統治下にとどまっていたことに不満を持つナショナリストは、1919年から1921年にかけてのアイルランド独立戦争（英愛戦争）でアイルランド駐留英軍に対してゲリラ攻撃を行った。1921年にアイルランド側代表、イギリス政府は休戦に同意し、12月には英愛条約が調印された。これらの交渉には独立戦争の英雄であるアーサー・グリフィスとマイケル・コリンズなどがあたった。条約により南アイルランドにイギリス連邦下のアイルランド自由国が成立したが、アルスター地方のうち6県は北アイルランドとしてイギリスの直接統治下にとどまることになった。現在も続く北アイルランドの帰属問題は、この条約に始まっている。

## 自由国と共和国（1922年 - 現在）
主要記事：History of the Republic of Ireland；アイルランド自由国；アイルランド共和国；Names of the Irish state

アイルランドの政治的な地図。

アイルランドを分断することになった条約が批准されると、アイルランド国内のナショナリストたちは条約賛成派と条約反対派に二分された。1922年から1923年にかけて両者の間にはアイルランド内戦が発生し多くの犠牲者を出した。この民族主義者間の分断は現在のアイルランドの政治にも影響を与えており、保守派はフィアナ・フォイル（共和党）とフィナ・ゲール（統一アイルランド党）に分裂している。しかし経済恐慌によりヨーロッパの多くの国で政治的な混乱が発生した際にもアイルランド自由国では民主主義が揺らぐことはなかった。内戦で多くの同胞を失ったエイモン・デ・ヴァレラの率いるフィオナ・フォイルは1932年の総選挙に勝利し政権を握った。この頃のアイルランドは国家破産は免れたものの失業率と移民数は高い水準を維持していた。一方カトリック教会は政府、社会に対し影響力を保持し続けた。
1937年にはアイルランド憲法が公布され、国名をエールへ変更した。

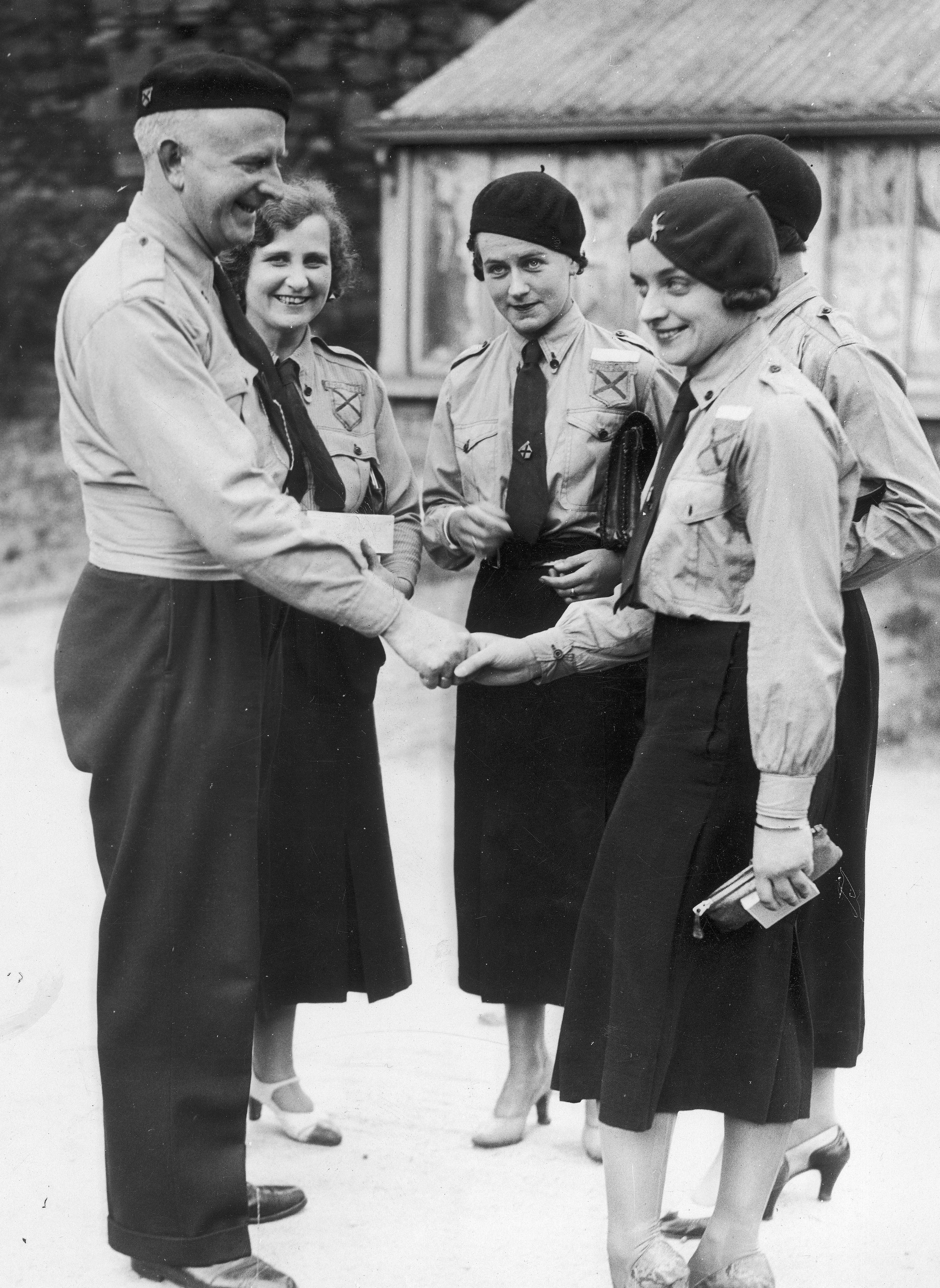
女性隊員と握手するオ・デュフィ

アイルランドは第二次世界大戦の間イギリスやアメリカの再三にわたる連合国としての参戦要請を拒否して中立を維持したが、数万人の義勇兵が英軍に参加する一方でエオイン・オ・デュフィ率いる青シャツ隊による親枢軸派も盛んでスペイン内戦ではフランコらの反乱軍に義勇兵として参加している。大戦が延びるにつれ周辺国との貿易の停滞により、食料や燃料の供給事情は年々悪化していった。最近の研究によるとアイルランドの連合国への関与は従来思われていたよりも大きく、D-デイの決行を決定付けた天候情報はアイルランドから提供されたと判明している。一方でダブリンには終戦時まで日本大使館が設置され、中立国公館としての立場で、在欧邦人の支援を行った。
1949年には共和制国家アイルランドの成立が宣言され、イギリス連邦から離脱した。
1960年代にはアイルランドはショーン・リーマス首相とT.K. Whitakerの下で経済体制の転換を図った。
1968年には教育相ブライアン・レニハンにより高等教育が無料化された。
1960年代初期から政府は欧州経済共同体への参加を希望したが、イギリス経済への過度の依存を懸念され、アイルランドが加盟を果たしたのはイギリスの加盟が実現した1973年のことであった。
1970年代の不況はジャック・リンチ首相の経済政策のミスによるものと見られている。しかしその後の経済建て直しとアメリカ、ヨーロッパ各国からの投資の増大により1990年代のアイルランド経済は世界でも有数の成長を記録した。アイルランドの経済成長はケルトの虎と称されるようになり、2000年代に欧州連合への加盟を果たした旧東側諸国の経済成長モデルとして注目された。
従来カトリック教会の影響により保守的傾向が強かったアイルランド社会だが、リベラルな傾向も見られるようになっている。離婚が合法化され、ホモセクシャルが犯罪ではなくなった。最高裁の判決により限定的な状況における避妊も認められた。カトリック教会内部で発生した性的、経済的なスキャンダルにより宗教的権威が低下しており、毎週末のミサへの参加者は半数に減少した。

## 北アイルランド問題（1921年 - 現在）

### 「プロテスタント国家」
1921年から1971年にかけて北アイルランドは東ベルファストに基盤を置くアルスター統一党政府により統治されていた。創設者のジェームズ・クレイグは北アイルランドを「プロテスタントによるプロテスタント国家」であると述べている。
カトリック教徒が被っていた就職や住居そして政治上の差別は多数派に有利な選挙システムにより成り立っていた。1960年代アメリカ合衆国における公民権運動の活発化により差別撤廃への関心が強まった。カトリックによるデモが右派ユニオニストの影響下にあるロイヤル・アルスター警察(RUC)により暴力を用いて鎮圧されたため社会不安が増加した。騒乱を鎮めるために英軍部隊が北アイルランドに派遣され現地の警察に変わり街の警備につくことになった。
紛争は血の日曜日事件と血の金曜日事件が発生した1970年代前半に頂点を迎えた。これらの北アイルランド問題は英語ではシンプルにThe Troublesと呼ばれている。紛争に対しなす術のないストーモント議会（北アイルランド議会）は1972年に閉会し翌年正式に廃止された。北アイルランドではIRA暫定派、IRA、INLA、アルスター防衛同盟、アルスター義勇軍、RUCと英軍が互いに攻撃・テロを繰りかえし、これらの事件による死者は3,000名にも及ぶ。テロは北アイルランドのみならず、イギリス、アイルランドにも伝播していった。

### 直接統治
以後の27年間、北アイルランドはイギリス政府に設けられた北アイルランド担当大臣による直接統治下に置かれた。この統治に要する主要な法律は通常の手続きに従い下院で可決・成立したが、多くの微細な取り決めは議会の審議を受けることなく枢密院令によって発布された。イギリス政府は地方分権を指向していたが、北アイルランド憲法法とサニングデール合意および1975年の北アイルランド憲政協議会などによる北アイルランド問題解決の試みは全て世論の支持を得られず失敗に終わった。
1970年代イギリス政府はアルスター化の方針のもとIRAに対する対決姿勢を維持した。IRAとの対立の最前線にはRUCおよび英軍予備役であるアルスター防衛隊があたっていた。政府の強硬姿勢によりIRAによるテロは減少したものの、長期的にはどちらの勝利も望めないことは明らかであった。IRAのテロ活動に反対するカトリックも存在したが、差別措置を撤廃しない北アイルランド政府に対して彼らが好意的になることはなかった。1980年代になるとIRAはリビアから大量の武器を調達して攻勢に出ようとと試みた。IRAに浸透していたMI5の諜報活動によりこの計画が失敗すると、IRAはその目標を準軍事的なものから政治的な方向へシフトするようになる。IRAの"停戦"はこの動きの一部であった。1986年にはイギリスとアイルランド政府がアングロ・アイリッシュ協定を調印し政治的な解決を模索した。長期にわたる紛争により北アイルランドは高い失業率に苦しめられ、70年代から80年代にかけて行われたイギリス政府のてこ入れによる公共サービスの近代化も遅々として進まなかった。90年代に入るとイギリス・アイルランド両国の経済が好転し紛争も沈静化する傾向が見えてきた。近年北アイルランドではカトリックの人口が増加しつつあり、全人口の40%以上を占めるようになっている。

### 地方分権による北アイルランド問題の解決
1998年4月10日のベルファスト合意（聖金曜日協定またはグッドフライデー合意とも）により北アイルランド統治に関する取り決めがなされ、ユニオニストとナショナリストの双方が北アイルランド政府に参加することとなった。しかし両党の党首と北アイルランド議会は総選挙の延期を決定した。現在は各テロ組織の武装解除、北アイルランドの政治体制の変革、イギリス軍基地の撤退問題などが注目されているが、これまでの和平を担ってきた穏健派のアルスター統一党(ユニオニスト)と社会民主労働党（ナショナリスト）両党よりも急進的な民主統一党とシン・フェイン党の党勢が拡大しており今後も予断を許さない状況にある。